# Neosemidalis trivialis
Neosemidalis trivialis är en insektsart som beskrevs av Meinander 1972. Neosemidalis trivialis ingår i släktet Neosemidalis och familjen vaxsländor. Inga underarter finns listade i Catalogue of Life.